# Chiesa di Sant'Anna a Tor Tre Teste
La chiesa di Sant'Anna a Tor Tre Teste è una chiesa sconsacrata di Roma, nella zona di Tor Tre Teste, all'altezza del 7° chilometro della via Prenestina.

## Storia
Secondo una relazione del 1950 fatta al Vicariato di Roma, dall'allora cappellano della borgata di Tor Tre Teste, la chiesa di Sant'Anna ha fornito assistenza spirituale a circa 130 famiglie, formate in prevalenza da operai, fino al 1948. La chiesa venne gestita dai canonici del capitolo di San Giovanni in Laterano.
Sul lato posteriore della chiesa è presente una torre che ha subìto diversi crolli, il più importante dei quali è stato quello del 1948, quando la struttura cedette per tre quarti. Altri crolli avvennero nel 1966 e nel 1972.
Dopo il crollo del 1948, la chiesa venne abbandonata, e le funzioni religiose vennero momentaneamente officiate nei locali della vicina caserma dell'Esercito.
Dal 2012 è annessa alla parrocchia di San Cirillo Alessandrino.

## Architettura

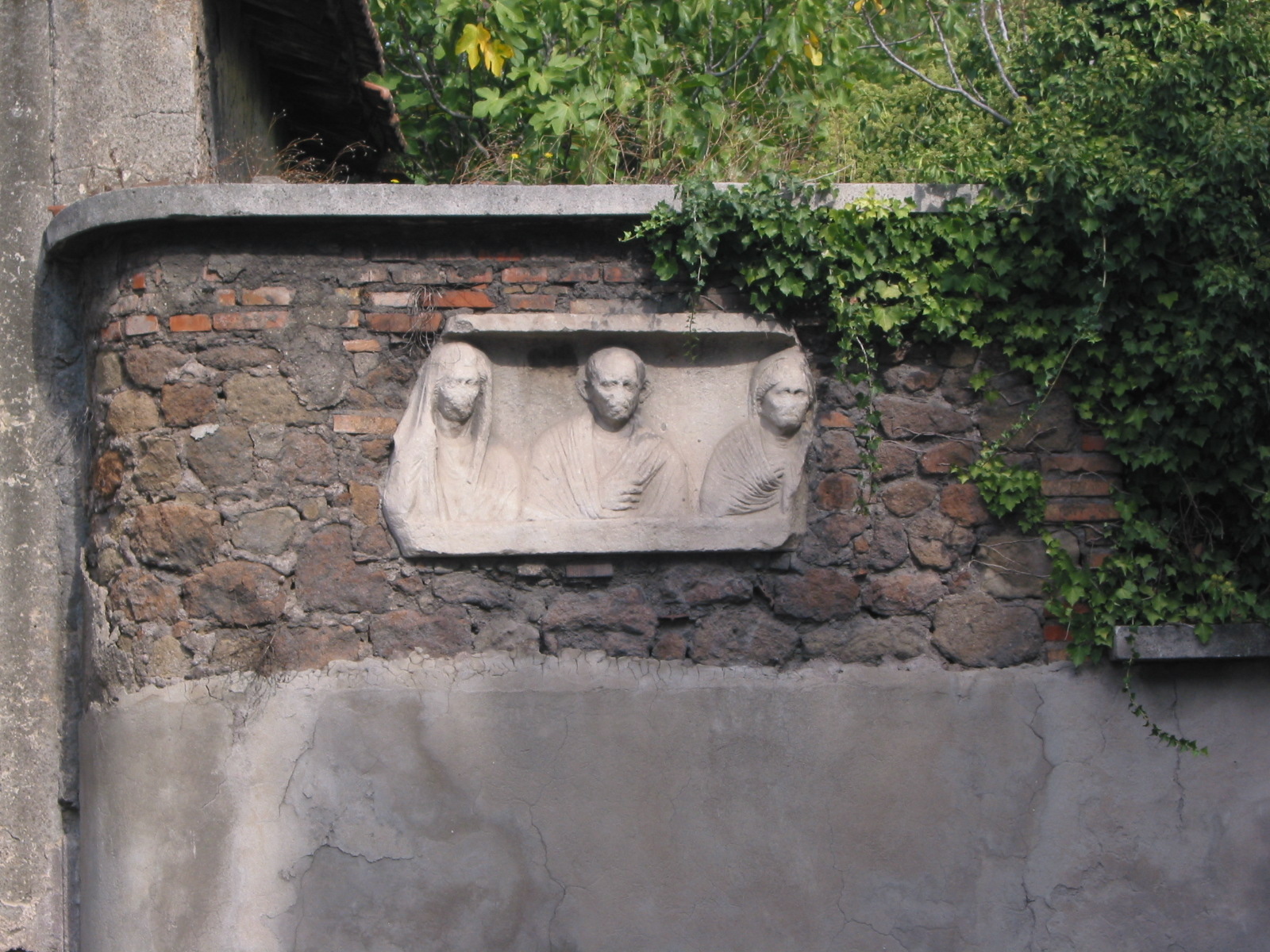
Il bassorilievo che ha dato il nome alla borgata

Adiacente alla chiesa, vi è una torre del XII secolo, sulla cui parete è posto un bassorilievo di travertino raffigurante tre volti, di cui uno di donna. Questo particolare ha dato il nome alla borgata di Tor Tre Teste. Dopo gli ultimi crolli che la torre ebbe nel 1972, la struttura subì dei lavori di restauro da parte della Soprintendenza alle belle arti. Questa scultura sarebbe parte di un antico sarcofago.
In origine, la torre si presentava di cinque piani e con un'altezza di circa 18 metri, a pianta quadrata con 8 metri e mezzo per lato.
La sommità della struttura era merlata ed era provvista di campana. Oggi restano poche tracce delle finestre con stipiti di marmo.
Sul lato meridionale della torre vi era in origina un'epigrafe che citava: "[...]S SCI LOCVS ISTE IOHI[...]BIT HVC ANATHEMAFERIT", la quale attestava che la torre fosse di proprietà della Basilica di San Giovanni in Laterano, e si presuppone che in origine la struttura si chiamasse Torre di S. Giovanni.
Labili tracce restano anche le pitture lungo le pareti all'interno della chiesa, che si presenta a navata unica.
Tra i vari reperti archeologici ritrovati nei terreni della chiesa (oggi, tali terreni appartengono all'Esercito) vi sono: una statua identificata come una menade, un mosaico raffigurante Europa, un secondo mosaico con divinità riconosciuta come Flora o Tellus.